# Пролећна изложба УЛУС-а (1987)
Пролећна изложба УЛУС-а (1987) је трајала од марта до јуна 1987. године. Одржана је на четири локације и то су Уметнички павиљон "Цвијета Зузорић", у Београду; Галерија савремене уметности, у Нишу; Дом "Боро и Рамиз", у Приштини и у Новом Саду у Галерији Савремене ликовне уметности.

## Награде
На овој изложби су додељене следеће награде:
- Златна палета - Едвина Романовић
- Златна игла - Слободан Михаиловић
- Златно длето - Никола Вукосављевић

## Излагачи

### Сликарство
1. Даница Антић
2. Богдан Антонијевић
3. Алекса Арсовић
4. Мирослав Бабић
5. Михајло Бечеј
6. Миомира Благојевић
7. Мирослав Т. Благојевић
8. Љиљана Блажеска
9. Драган Богичић
10. Карло Боршик
11. Соња Бриски Узелац
12. Јармила Вешовић
13. Мелита Влаховљак
14. Драган Вукосављевић
15. Матија Вучићевић
16. Вјера Дамјановић
17. Александар Девић
18. Фатима Дедић
19. Драган Димић
20. Драго Дошен
21. Стеван Дукић
22. Ђорђе Ђорђевић
23. Мирослав Ђорђевић
24. Стојанка Ђорђић
25. Александар Ђурић
26. Михаило Ђурашић
27. Радивоје Ђуровић
28. Драгослав Живковић
29. Светлана Златић
30. Весна Јаношевић
31. Љиљана Јарић
32. Обрад Јовановић
33. Душан Јуначков
34. Божидар Каматовић
35. Верица Карановић
36. Слободан Каштаварац
37. Весна Кнежевић
38. Драгослав Кнежевић
39. Светлана Кнежевић
40. Виктор Кобјерски
41. Милица Којчић
42. Милутин Копања
43. Ненад Корица
44. Мирјана Крстевска Марић
45. Невена Крстић
46. Радмила Крстић Николић
47. Цветко Лаиновић
48. Жика Лукић
49. Милица Лукић
50. Каћа Љубинковић
51. Властимир Мадић
52. Снежана Маринковић
53. Весна Марковић
54. Мома Марковић
55. Надежда Марковић
56. Срђан Марковић
57. Томислав Марковић
58. Драгана Маговчевић Митрић
59. Милан Циле Маринковић
60. Вукосава Мијатовић Теофановић
61. Славко Миленковић
62. Драган Милошевић
63. Драгутин Милошевић Зен
64. Бранимир Минић
65. Момчило Митић
66. Света Ж. Митић
67. Мирјана Митровић
68. Љиљана Мићовић
69. Ева Мрђеновић
70. Властимир Николић
71. Зоран Нинковић
72. Мирко Огњановић
73. Иван Павић
74. Лепосава Ст. Павловић
75. Ружица Павловић
76. Наџије Петла Муртезаи
77. Миодраг Петровић
78. Данка Петровска
79. Зоран Петрушијевић
80. Божидар Плазинић
81. Александар Поповић
82. Ставрос Попчев
83. Марица Прешић
84. Божидар Продановић
85. Зоран Пурић
86. Ђуро Радоњић
87. Кемал Рамујкић
88. Даница Ракиџић Баста
89. Владимир Рашић
90. Радовин Ристовић
91. Едвина Романовић
92. Здравко Сантрач
93. Рада Селаковић
94. Драгана Станаћев
95. Мирко Стефановић
96. Жарко Стефанчић
97. Мирослав Пирке Стојановић
98. Горан Стоиљковић
99. Марија Стошић
100. Столе Стојковић
101. Милан Б. Тепавац
102. Маријан Тешић
103. Станка Тодоровић
104. Милица Томић
105. Вјекослав Ћетковић
106. Мирољуб Филиповић
107. Младен Халић
108. Радован Хиршл
109. Александар Цветковић
110. Бранко Цветковић
111. Сања Цигарчић
112. Славољуб Чворовић
113. Марина Шрајбер

#### In memoriam
1. Ђурђе Теодоровић
2. Предраг Пеђа Милосављевић
3. Марко Челебоновић
4. Богић Рисимовић Рисим
5. Маша Живкова
6. Иса Алимусај
7. Емра Бедри
8. Барди Хамди
9. Бериша Енђел
10. Вала Есат
11. Сућри Ђурковић
12. Антон Гласновић
13. Јака Енвер
14. Зоран - Добротин Јовановић
15. Адем Кастрати
16. Муслим Мулићи
17. Небих Мурићи
18. Ибрахим Поношеци
19. Веселин - Веско Рајовић
20. Драган Ристић
21. Шала Мухамет
22. Емра Тахир
23. Цака Масар
24. Зоран Фуруновић
25. Зорица Ристић Фуруновић
26. Фери Реџеп
27. Џафа Џевдет

#### СУЛУВ
1. Јожеф Ач
2. Мујо Алагић
3. Ана Буквић
4. Павле Блесић
5. Владимир Богдановић
6. Владислав Вуков
7. Пал Дечов
8. Бранка Јанковић Кнежевић
9. Слободан Кнежевић
10. Јожеф Клаћик
11. Здравко Мандић
12. Александар Лакић
13. Милица Мрђа Кузманов
14. Петар Мојак
15. Миодраг Миљковић
16. Миленко Првачки
17. Јонел Поповић
18. Ендре Пеновац
19. Душан Тодоровић
20. Шандор Торок
21. Габор Силађи
22. Зоран Стошић Врањски
23. Томислав Сухецки

### Цртеж - графика
1. Бранимир Адашевић
2. Срђан Алексић
3. Драгољуб Босић
4. Миливоје Богатиновић
5. Љиљана Бурсаћ
6. Драган Влајнић
7. Срђан Вукосављевић
8. Михаило Глигоријевић
9. Александар Горбунов
10. Игор Драгићевић
11. Предраг Драговић
12. Душан Ђокић
13. Жељко Ђуровић
14. Душица Жарковић
15. Милица Жарковић
16. Милан Жунић
17. Весна Зламалик
18. Љубомир Иванковић
19. Биљана Јанковић
20. Бранимир Карановић
21. Клара Криштовец
22. Божидар Кићевац
23. Велизар Крстић
24. Слободан Кузмановић
25. Велимир Матејић
26. Зоран Марјановић
27. Бранислав Марковић
28. Милан Мартиновић
29. Слободан Михаиловић
30. Предраг Микалачки
31. Савета Михић
32. Миодраг Млађеновић
33. Драган Нешић
34. Зоран Насковски
35. Славиша Панић
36. Мишко Павловић
37. Раде Првуловић
38. Драгана Петровић
39. Гордана Петровић
40. Рајко Попивода
41. Бранко Радовановић
42. Милан Радовановић
43. Небојша Радојев
44. Славко Ристић
45. Марија Станарчевић
46. Јован Станковић
47. Раде Станојевић
48. Радош Стевановић
49. Радмила Степановић
50. Љиљана Стојановић
51. Мића Стоиљковић
52. Оливера Стојадиновић
53. Мића Стојановић
54. Слободанка Ступар
55. Зоран Тодовић
56. Лепосава Туфегџић
57. Драган Цоха
58. Зоран Шурлан
59. Фатмир Зајми
60. Фатмир Крипа
61. Хисни Краснићи
62. Имер Шаћири

#### СУЛУВ
1. Михаела Кристинел Бечејски
2. Милош Војновић
3. Цветан Димовски
4. Вера Зарић
5. Павел Чањи
6. Марија Немет Деак
7. Слободан Недељковић
8. Милан Цоларов
9. Милан Станојев
10. Дивна Тилић
11. Никола Царан

### Скулптура
1. Бошко Атанацковић

1. Божидар Бабић
2. Миливоје Богосављевић
3. Никола Вукосављевић
4. Зоран Јездимировић
5. Драгослав Крњајски
6. Душан Б. Марковић
7. Јелена Марковић
8. Милан Марковић
9. Владан Мартиновић
10. Светозар Мирков
11. Звонко Новаковић
12. Балша Рајчевић
13. Милорад Рашић
14. Слободан Савић
15. Мирољуб Стаменковић
16. Љубица Тапавички
17. Томислав Тодоровић
18. Иван Фелкер

#### УЛУК
1. Агим Ћавдарбаша
2. Исмаил Ћоза
3. Слободан Перовић
4. Зоран Каралејић

#### СУЛУВ
1. Слободан Бодулић
2. Ференц Калмар
3. Мирослава Којић
4. Слободан Којић
5. Небојша Станковић
6. Сава Халугин